# Смбатян Тамара Арпіарівна
Тамара Арпіарівна Смбатян (нар. 19 березня 1995, Городенка, Івано-Франківська область) — українська гандболістка, яка грає за угорський клуб «Alba Fehérvár KC» і збірну України. Виступає на позиції розігруючої. Найкраща гравчиня української гандбольної Суперліги 2013/14 за опитуванням газети «Команда». Чемпіонка України 2015.
Вихованка ДЮСШ м. Городенка (тренер — Богдан Аліман). Перший рік провчилася там під прізвищем «Слободян», бо так помилково записали в документах. З 8-го класу перейшла на навчання до Львівського училища фізичної культури (нині Львівський фаховий коледж спорту), де поряд із здобуттям загальної середньої освіти продовжувала вдосконалювати свою спортивну майстерність під керівництвом досвідченого тренера Василя Козара. Випускниця Львівського університету фізичної культури.
У дитячих командах вирізнялася високим зростом і грала на місці лівої півсередньої, однак із приходом до «Галичанки» (Львів) старший тренер команди Василь Козар, який у цей період паралельно з роботою у Львівському училищі фізичної культури тренував і "Галичанку", перевів Тамару на позицію розігруючої.
Визнана найкращим гравцем чемпіонату Європи серед студентів 2013. Учасниця чемпіонату Європи 2014 і чемпіонату світу 2023, а також XXVII Всесвітньої літньої Універсіади.
У сезоні 2014/15 здобула з «Галичанкою» чемпіонство Суперліги України та вийшла до півфіналу європейського Кубка виклику. Улітку 2015 вона й Ірина Стельмах підписали контракт із польським клубом «Олімпія Бескид» (Новий Сонч). У 2017 році перейшла до клубу «Energa AZS» з польського міста Кошалін.